# Beata Klimek
Beata Małgorzata Klimek z domu Rutecka (ur. 2 kwietnia 1962 w Ostrowie Wielkopolskim) – polska działaczka samorządowa, od 2014 prezydent Ostrowa Wielkopolskiego.

## Życiorys
Ukończyła studia na Wydziale Nauk Społecznych Uniwersytetu im. Adama Mickiewicza w Poznaniu (kierunek politologia w specjalności administracja samorządowa). Początkowo pracowała w lokalnym centrum kultury, następnie w lokalnych i regionalnych mediach. W 2000 została zatrudniona w starostwie powiatu ostrowskiego. Pełniła m.in. funkcję rzecznika prasowego za kadencji starostów Andrzeja Dery i Włodzimierza Jędrzejaka. W 2010 uzyskała mandat radnej Ostrowa Wielkopolskiego, kierowała w radzie klubem radnych Porozumienie Społeczne Lewica.
W wyborach samorządowych w 2014 jako kandydatka KWW Przyjazny Ostrów (z poparciem SLD) została wybrana na urząd prezydenta Ostrowa Wielkopolskiego w drugiej turze, zdobywając o około 2500 więcej głosów od ubiegającego się o reelekcję Jarosława Urbaniaka. Stała się pierwszą kobietą, pełniącą tę funkcję w historii miasta. W 2018 z powodzeniem ubiegała się o reelekcję, wygrywając w pierwszej turze. Objęła też funkcję wiceprezesa stowarzyszenia Aglomeracja Kalisko-Ostrowska. W drugiej turze wyborów samorządowych w 2024 została wybrana na trzecią kadencję, pokonując Jakuba Paducha z KO z wynikiem 58,4% głosów.

## Odznaczenia i wyróżnienia
W 2015 została wyróżniona Medalem 95-lecia Polskiego Czerwonego Krzyża na Ziemi Ostrowskiej. W 2016, za zasługi w działalności na rzecz społeczności lokalnej, została odznaczona Srebrnym Krzyżem Zasługi.
Wyróżniana przez „Newsweek Polska” zaliczeniem do 15 najlepszych prezydentów miast w Polsce w rankingu tego tygodnika. W 2025 została uznana za najlepszego prezydenta miasta do 100 tysięcy mieszkańców w rankingu „Perły Samorządu”, organizowanym przez „Dziennik Gazetę Prawną” we współpracy ze Szkołą Główną Handlową w Warszawie.